# Hiev up
Hiev up ist eine deutsche Filmkomödie von Joachim Hasler aus dem Jahr 1978, die in Koproduktion von DEFA und Fernsehen der DDR entstand.

## Handlung
Kapitän Odje ist Leiter der Brigade Fuhlbrandt im Fischereikombinat Sassnitz. Stets hat seine Brigade im Wettbewerb den ersten Platz errungen, doch nun werden sie vom Fangleiter nur mit dem dritten Platz ausgezeichnet. Dies bedeutet für die Fischer keine Prämien und Verdruss. Der Fangleiter hat nichts am Fangergebnis auszusetzen, doch fehle der Brigade das kulturelle Engagement. Odje ist zunächst so belustigt wie empört, ist die Brigade doch auf See drei Wochen auf engstem Raum zusammen, und soll nun auch die Freizeit gemeinsam gestalten. Nach einer Bedenkzeit entschließt sich Odje jedoch, der Prämien wegen mit einem intensiven dreitägigen Kulturprogramm beim nächsten Landgang „Punkte zu sammeln“.
Ein Teil der Brigade entschuldigt sich. Einer wird Vater und besucht seine Frau im Krankenhaus, ein anderer muss zu einer Jugendweihe. Odje selbst schickt Schürzenjäger Mischa, der gerade vom Fangleiter kritisiert wurde, weil er im Bett mit einer verheirateten Frau erwischt wurde, los, damit er sich für den nächsten Tag eine unscheinbare, aber solide Freundin sucht. Mischa trifft prompt auf Odjes Tochter Betsy und wählt sie als seine neue Freundin. Um Odje lichten sich die Reihen. Zurück bleiben nur Steuermann Karstens, der geizige Bestmann Heinrich, der dafür am nächsten Tag kurz das Kulturprogramm unterbrechen darf, und Smutje Eduard. Karstens ist ledig und Heinrich heimlich verlobt und will am nächsten Tag ebenso heimlich und schnell heiraten. Bleibt nur Eduard, dessen Frau Biggy mit am Kulturprogramm teilnehmen kann, soll das doch mit Familie stattfinden. Zwar erscheint Biggy, jedoch nur um klarzumachen, dass sie sich von Eduard scheiden lassen will. Sie hat in Eduards bestem Freund einen neuen Partner gefunden.
Unter den wachsamen Augen des Fangleiters, der sich selbst gelegentlich wegen seiner Enkelin aus dem Kulturprogramm ausklinkt, geben Odje und seine Brigade ihr bestes. Sie gehen ins Theater, anschließend tanzen und besuchen am nächsten Tag ein Hünengrab, vor dem Karstens einen kleinen Vortrag hält. Die Stimmung ist nieder, hat Odje doch erfahren, mit wem Mischa inzwischen zusammen ist. Betsy und Mischa denken auch nicht daran, sich wieder zu trennen, obwohl Odje darauf besteht. Es folgt Sport in Form von Sackhüpfen. Eduard ist inzwischen Biggy nachgereist, die nach Hause gefahren ist. Hier trifft er auf seinen früheren Freund, dem er exemplarisch zeigt, was Biggy von einem Ehemann erwartet. Er setzt das Mittagessen auf, macht die Wäsche und kümmert sich auch sonst um alles, was den Haushalt betrifft. Biggy gibt zu, dass sein „Bemuttern“ ihr Grund ist, sich von ihm trennen zu wollen. Ihr neuer Liebhaber jedoch kann weder waschen noch kochen und erkennt schnell, dass ihn die neue Situation überfordern wird. Er verlässt Biggy, nachdem Eduard resigniert seinen Seesack gepackt hat und gegangen ist.
Heinrich heiratet am zweiten Tag seine Verlobte Marianne. Er wollte nur eine kleine Hochzeit, doch hat Marianne ihre gesamte Verwandtschaft mitgebracht. Heinrich, den Freunde den „geizigsten Mann auf Rügen“ nennen, leitet die Festgesellschaft kurzerhand zum geplanten Brigade-Mittagessen in einem noblen Restaurant um, zu dem neben Odje bis dahin nur Karstens erschienen war. Als Heinrich während des Essens beginnt, einzelne Speisen für später zu verpacken und in seine Tasche zu schmuggeln, stellen ihn seine Kollegen bloß und Marianne kündigt an, dass sich in der Ehe einiges ändern wird. Karstens gelingt es unterdessen, einen weiteren Punkt der Kulturliste zu erfüllen: Er gewinnt neben einer Patenklasse für die Brigade auch das Herz der jungen Klassenlehrerin.
Am nächsten Morgen soll der letzte gemeinsame Kulturpunkt der Brigadeliste erfüllt werden: Alle Mitglieder nehmen an der Demonstration zum 1. Mai teil. Nur Eduard fehlt, der sich vor Kummer über sein Eheaus betrunken hat. Odje holt ihn zur Gruppe zurück. Die Brigade sticht wenig später mal wieder in See. Der Fangleiter gibt per Telegramm zu, dass die Brigade auf dem richtigen Weg sei. Odje ist betrübt, dass es mit der Regelung der Liebe nicht funktioniert hat, doch erscheinen am Ende am Pier nicht nur die Lehrerin und Marianne, sondern auch Biggy, die inzwischen erkannt hat, was sie an ihrem Mann Eduard hat.

## Produktion
Hiev up entstand 1977 unter anderem vor Ort auf Rügen. Am Dreh beteiligt war das VEB Fischereikombinat Sassnitz. Die Kostüme schuf Joachim Dittrich, das Szenenbild stammt von Georg Wratsch. Der Film erlebte am 29. Juni 1978 auf der Waldbühne in Demmin seine Kinopremiere. Am 7. Juli 1978 lief der Film in den Kinos der DDR an und wurde am 10. Dezember 1978 auf DDR 1 erstmals im Fernsehen gezeigt.
Es singt Rica Déus, den Liedtext schrieb Jürgen Degenhardt. Zu hören sind zudem das DEFA-Sinfonieorchester unter der Leitung von Manfred Rosenberg sowie das Jugendblasorchester Sassnitz unter der Leitung von Karl-Werner Kindermann.

## Kritik
Die zeitgenössische Kritik nannte Hiev up einen „handwerklich gut gemachte[n] Unterhaltungsfilm. Hasler verzichtet auch nicht auf Possenelemente, versagt sich aber den Griff in die Gagkiste.“
Für den film-dienst war Hiev up ein „anspruchsloser, inszenatorisch einfallsloser Gegenwartsfilm; nicht mehr als ein braves Lustspiel.“ „Ein fahruntaugliches Produkt der DEFA-Schmiede“, befand TV Spielfilm.